# Uroleucon brevirostre
Uroleucon brevirostre är en insektsart. Uroleucon brevirostre ingår i släktet Uroleucon och familjen långrörsbladlöss. Inga underarter finns listade i Catalogue of Life.